# Centre d'intervention et de secours des sapeurs-pompiers (Metz)
Le centre d’intervention et de secours des sapeurs-pompiers de Metz est situé dans la ville de Metz, en Moselle dans la région Grand Est. L'édifice est protégé au titre du label « Patrimoine du XXe siècle ».

## Situation
Il se situe dans le quartier administratif Ancienne Ville et historique Outre-Seille, à 2 rue Henry de Ranconval.

## Histoire
La conception du premier plan en masse date de 1950 sur une parcelle toute en profondeur, l’exécution de la première tranche de travaux durera de 1961 à 1965. Elle est inaugurée en 1965, une seconde tranche de travaux se poursuit de 1975 à 1976. La fin de la construction n'est qu'en 1978. L'immeuble de logements fut réhabilité dans les années 1980.

## Description
L’édifice illustre les caractéristiques de l'architecture moderne ainsi que du passage en Lorraine de Georges-Henri Pingusson. La cohérence d'ensemble vient de l'emploi du vocabulaire stylistique du Mouvement Moderne. Ce complexe est fait de béton armé, les façades ont une composition géométrique et sans ornementation. 